# Alrosa Mirny Air Enterprise
Alrosa Mirny Air Enterprise (en ruso: Алроса Мирный авиапредприятие) es una aerolínea basada en el Aeropuerto de Mirny. Es una aerolínea de mediano tamaño que opera vuelos nacionales regulares.

## Destinos
- Aykhal

- Bratsk

- Irkutsk

- Krasnodar

- Krasnoyarsk

- Lensk

- Mirny

- Moscú

- Neryungri

- Novosibirsk

- Novokuznetsk

- Olenyok

- Saskylakh

- Udachny

- Vitim

- Yakutsk

- Ekaterimburgo

- Zhigansk

## Flota

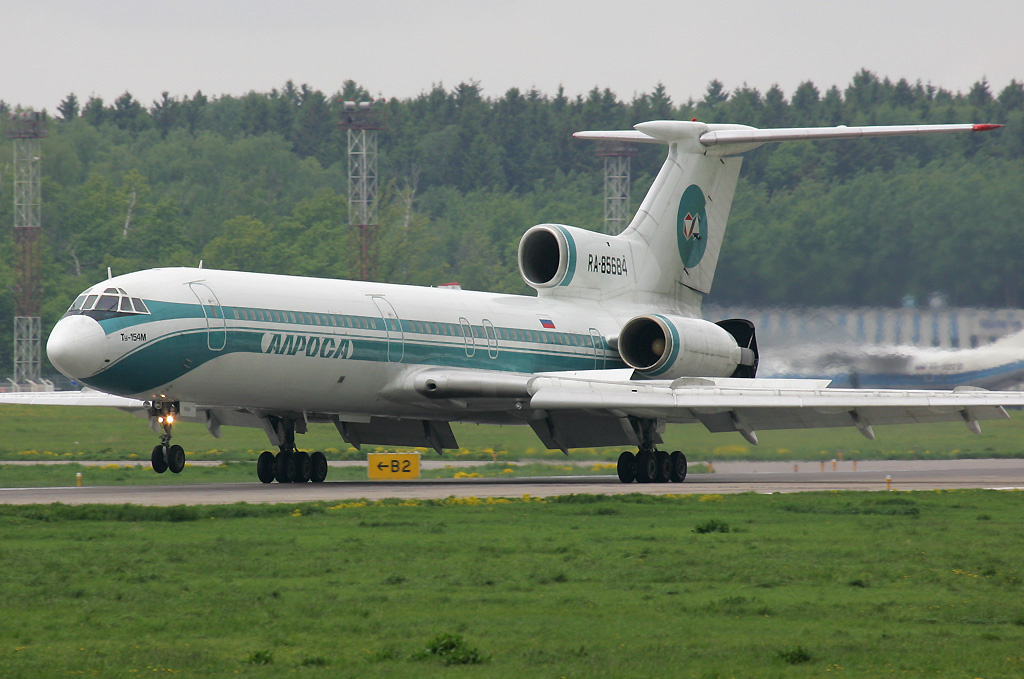
Tu-154M de la aerolínea

La aerolínea cuenta con la siguiente flota con una edad promedio de 16.3 años (agosto de 2022)
| Boeing 737-700      | 2 | — |  |  |  |  |
| Boeing 737-800      | 3 | — |  |  |  |  |
| Sukhoi Superjet 100 | — | 2 |  |  |  |  |
| Total               | 5 | 2 |  |  |  |  |

## Accidentes e incidentes
- El 7 de septiembre de 2010 un Tu-154M que cubría la ruta Udachni-Moscú tuvo que hacer un aterrizaje de emergencia en una pista de 1350 m de longitud del Aeropuerto de Izhma, fuera de servicio desde el 2003, en el taiga al norte de Rusia, en la región Komi, después de que el avión sufriera una falla eléctrica general y se apagara en vuelo.[2] El aterrizaje fue exitoso y la tripulación fue condecorada con la medalla de Héroe de la Federación Rusa.[3]